# Luzbel
 (décembre 2021[tent=août 2024).
[[Catégorie:Article orphelin depuis décembre 2021[tent=août 2024]]
Luzbel est un groupe de heavy metal mexicain, originaire de Mexico. Formé en 1983, il est considéré par la presse spécialisée comme l'une des légendes du genre au Mexique.

## Biographie

### Origines et débuts (1983-1985)
Les débuts de Luzbel remontent à l'année 1983, lorsque Raúl Greñas revient au Mexique et décide de former un nouveau groupe, après avoir été depuis 1980 en Angleterre. Pendant son séjour dans ce pays, Raúl Greñas auditionne chaque semaine pour différents groupes, qu'il réussit à incarner tous ; Cependant, les groupes n'acceptaient pas le fait qu'il soit mexicain. Pourtant, avoir auditionné tant de fois l'aidera à acquérir beaucoup d'expérience, ce qui l'aide finalement à rejoindre le groupe Red en 1981, avec Paul Red (voix), Paul the Boss (basse), Raúl Greñas (guitare), Paul Barnard (guitare) et Graham (batterie). Avec Red, Raúl Greñas enregistre trois chansons (incluses dans l'album de Luzbel, El Principio), mais le groupe se sépare peu de temps après, Raúl ayant des problèmes de visa et devant retourner au Mexique.
De nouveau au Mexique, Raúl Greñas se charge de chercher des membres pour former un nouveau groupe, et c'est ainsi que vient la première formation de Luzbel, avec Guillermo Herrejón au chant, Antonio Morante à la basse, Hugo Tamés à la batterie, Fernando Landeros à la deuxième guitare, et Raúl Greñas à la première guitare. Avec cette formation, le groupe enregistre une première démo, la chanson Whisper of Death ; en raison des problèmes familiaux, Guillermo Herrejón quitte le groupe et est remplacé par Jorge Cabrera, avec qui ils enregistrent leur deuxième démo, (qui sera publiée quelque temps plus tard), composée de sept chansons inédites. Les débuts du groupe sont marqués par des morceaux à succès tels que Pasaporte al infierno, La Gran ciudad, El Tiempo de odio, Hijos del metal et Guerrero verde.

### Premiers albums (1986-1990)
En 1984, ils recrutent le nouveau chanteur, Arturo Huizar. En 1986, ils publient leur premier album studio, Pasaporte al infierno, au label Warner Music. Huizar est renvoyé la même année pour mauvaise conduite, selon le bassiste et cofondateur du groupe Antonio « La Rana » Morante. Son dernier concert avec le groupe s'effectue au Gymnase de Nuevo León à Monterrey, Nuevo León, le 18 juillet 1986 ; il est remplacé par Juan Bolaños, qui fait ses débuts le 2 octobre 1986. C'est alors que Luzbel enregistre et publie son deuxième album, en 1987, l'éponyme Luzbel ; qui sera le dernier groupe au label Warner Music. Avec Bolaños au chant, Luzbel change de style musical, mais plusieurs des membres n'acceptent pas ce changement.
En 1990, avec Hugo Támez à la batterie et Francisco Yescas à la deuxième guitare, ils enregistrent l'album studio !¿Otra Vez?!, pour le label indépendant Discos Sánchez. Ce troisième disque de Luzbel comprend une reprise des Beatles, en espagnol, intitulée Por nadie. 
Peu de temps après, quelques divergences font surface parmi les membres du groupe, en particulier entre Raúl Greñas et Hugo Támez, et le groupe décide de se séparer, malgré les réticences de Juan Bolaños. Cependant, Raúl Greñas, propriétaire légal du groupe, finit par l'accepter. Par la suite, en 1990, Raúl Greñas décide de former un nouveau groupe appelé Argus, publiant un premier album, intitulé El Vigilante.

### Brefs concerts (1992-1996)
Après un bref retour de deux ans, entre 1992 et 1994, durant lequel émerge l'album La Rebelión de los de desgraciados chez Sony music, Arturo Huizar tente de reformer Luzbel sans le consentement de Raúl Greñas ; cependant, en raison de problèmes juridiques dus à l'utilisation abusive du nom Luzbel, Raúl Greñas lance plusieurs procès contre Huizar et, peu de temps après, ce dernier décide de changer le u en v, donnant le nom d'un nouveau groupe, Luzbel.

### Retour officiel (depuis 2012)
À la mi-2012, Raúl Greñas annonce le retour du groupe sur scène pour revendiquer le nom de Luzbel, qui a été utilisé illégalement par Huizar pendant de nombreuses années. En décembre 2012, l'information est officiellement dévoilée sur le site officiel de Luzbel. Mike de la Rosa intègre le chant, Jorge Curiel la batterie, Vic Nava y Mata la basse, et Neo Medina la deuxième guitare, bien que ce dernier quitte le groupe quelques mois plus tard.
La première présentation de cette résurgence a eu lieu le 28 février 2013 au Teatro Aldama de Mexico. Pour cette tournée, ils enregistrent l'album Regreso al origen (2013).
En 2016, Luzbel sort l'album El Tiempo de Odio. Puis le 1er décembre 2017, le groupe annonce sur Facebook un chanteur remplaçant de Mike de La Rosa, Mike Glez.

## Membres

### Membres actuels
- Raúl Fernández Greñas - guitare
- Mike Glez - chant
- Vic Nava y Mata - basse
- Jorge Curiel - batterie

## Discographie

### Albums studio
- 1986 : Pasaporte al infierno (Warner Music)
- 1987 : Luzbel (Warner Music)
- 1990 : ¡¿Otra vez?! (Discos Sánchez)
- 1994 : La Rebelión de los de desgraciados (Sony Music)
- 1997 : El Comienzo (Discos y cintas denver)
- 2013 : Regreso al origen (Ceiba Recordings)
- 2016 : El Tiempo de odio (Sade Records México)

### Singles
- 1985 : Luzbel (Comrock)
- 2013 : Kirieleison (indépendant)

### Démo et EP
- 1983 : El Comienzo (démo)
- 1985 : Metal caído del cielo (EP)

### Compilations
- 1997 : Luzbel lo mejor (Warner Music)
- 2013 : Regreso al origen